# Five Miles Out
Five Miles Out és el setè àlbum de llarga durada enregistrat per Mike Oldfield, llançat durant 1982, en un moment en el qual la seva música s'allunyava de les peces simfòniques de gran-escala cap a un pop d'estil més accessible. És un dels molt pocs àlbums en què Oldfield canta veus principals, ja que és conegut que no confia en la qualitat de la seva veu. L'àlbum va produir dos singles.

## Anàlisi d'àlbum
La primera cançó, "Taurus II", és una peça de llarg abast amb melodies canviants i configuracions instrumentals. Presenta molts sons familiars dels seus àlbums anteriors, com ara Uilleann pipes i cor femení. Durant la secció vocal (anomenada "The Deep Deep Sound") la música cita un tema de "Taurus I", una cançó de l'anterior àlbum d'Oldfield, QE2. Immediatament després de la secció vocal també se cita el tema principal de "Taurus I". En 1981, Oldfield va ser l'encarregat d'escriure i realitzar una peça per a la Boda Reial del Príncep de Gal·les i Lady Diana Spencer, titulada "Royal Wedding Anthem"; la peça té similituds amb "Taurus II" llançada l'any següent.
"Family Man" - amb Maggie Reilly a la veu - era la primera cançó de rock real d'Oldfield. Va ser llançat com a senzill. Hall & Oates van versionar la cançó en 1982 pel seu àlbum H2O, amb la seva versió que assoleix el número 6 en les llistes dels EUA de pop i n. 15 en el Regne Unit. Es va convertir així en una de les poques cançons escrites per Oldfield que va figurar a les llistes dels Estats Units.
"Orabidoo" És una altra llarga peça amb canvis de tons. Presenta secció vocal cantada per Oldfield i Reilly, tots dos a través d'un vocoder. Al final de la pista, hi ha una cançó, "lreland's Eye ", cantada per Reilly i acompanyat per guitarra acústica. El començament de la tonada recorda la cançó "Conflict" de l'àlbum anterior d'Oldfield, QE2. La cançó també presenta segments de "Taurus II" tocada a contrapunt i amb canvis d'escala.
"Mount Teidi" és una peça instrumental més curta. La va anomenar amb el topònim Mont Teide, una muntanya en l'illa espanyola de Tenerife que Oldfield havia ascendit. Segons Oldfield alguns fragments de la música per "Mont Teidi" foren al principi escrits en un full de paper d'enrotllar cigarretes perquè no se n'oblidés la idea.
"Five Miles Out" fou també alliberada com a senzill. Malgrat tenir menys de cinc minuts de durada, té una estructura inusualment complexa, amb parts vocals múltiples. Les lletres parlen d'experiència d'en Mike gairebé fatal durant un vol en avioneta. Reilly canta amb una veu neta mentre Oldfield usa vocoder la majoria del temps cantat i parlat. La cançó presenta el mateix riff de guitarra amb què comença "Taurus II".
Five Miles Out, l'àlbum, fou més popular que els anteriors llançaments d'Oldfield. Aconseguí el n. 7 en el Regne Unit, mentre que cap dels dos QE2 (1980) i Platinum (1979) havien fallat en assolir els vint superiors. El ressorgiment comercial d'Oldfield continuaria amb els subsegüents àlbums Crises (1983) i Discovery (1984).
L'àlbum va ser enregistrat en Buckinghamshire durant 1981 i 1982, i el Five Miles Out World Tour 1982 va ser la promoció de l'àlbum.
En "Orabidoo", en el moment 9'12" s'hi pot sentir una mostra propera al clímax de Young and Innocent, Alfred Hitchcock 1937, quan el director d'una banda de ball critica el bateria: "No tornis a entrar d'aquesta manera. No és graciós i pago una altra persona per fer les orquestracions!"

## Treball artístic de l'àlbum
La coberta de l'àlbum presenta segons les interpretacions una aeronau Lockheed Electra Model 10, molt similar al Beechcraft Model 18. En la lletra de la cançó s'anomena eighteen com a identificador en els senyals de comunicació entre el pilot en problemes i les torres de control properes "perdut en l'estàtic, 18" i "automàtic, 18". L'avió pintat té la inscripció G-MOVJ, també referenciada en el text de la cançó (com "Golf Mike Oscar Victor Juliet"), codi internacional de ràdio-comunicació.
L'autor de la pintura de la portada de l'àlbum és Gerald Coulson, pintor d'avions en paisatges aeris.
Les notes interiors del l'àlbum (originalment en les dues pàgines interiors de l'àlbum de vinil) presenten la fitxa de "Taurus II", amb la lletra de "Five Miles Out" incrustada dins. El full de seguiment mostra la utilització de cadascuna de les 24 pistes durant el temps per albergar la gravació d'instruments i veus. S'indica que es va enregistrar en un Ampex ATR-124 entre setembre de 1981 i gener de 1982.

## Gràfics de vendes
L'àlbum aconseguí el n. 7 en el Gràfic d'Àlbums del Regne Unit i el 16 en el gràfic d'àlbums de Noruega, romanent allà durant 7 setmanes
| Llista de vendes                   | Posició |
| ---------------------------------- | ------- |
| Austrian Albums (Ö3 Austria)       | 10      |
| Dutch Albums (MegaCharts)          | 34      |
| German Albums (Offizielle Top 100) | 7       |
| New Zealand Albums (RMNZ)          | 32      |
| Norwegian Albums (VG-lista)        | 16      |
| Spanish Albums (PROMUSICAE)        | 48      |
| Swedish Albums (Sverigetopplistan) | 5       |
| UK Albums (OCC)                    | 7       |

## Llistat de pistes

### Costat u
1. "Taurus II" (Mike Oldfield) – 24:43

### Costat dos
1. "Home familiar" (Oldfield, Tim Cross, Rick Fenn, Mike Frye, Maggie Reilly, Morris Pert) – 3:45
2. "Orabidoo" (Oldfield, Tim Cross, Rick Fenn, Mike Frye, Maggie Reilly, Morris Pert) – 13:03
3. "Mont Teidi" (Oldfield) – 4:10
4. "Five Miles Out" (Oldfield) – 4:16

## Reedició 2013
El 2 de setembre de 2013 Mercury Rècords va reestrenar Five Miles Out, el mateix dia que Crises. És disponible com a CD sol, vinil i una edició de luxe 2CD+1DVD. El vinil també té una edició limitada de 500 còpies en vinil groc transparent. El DVD conté clips de vídeo de l'especial Six Fifty Five de la BBC (28 juliol 1982).
Aquest edició aconseguí el lloc 48 en els gràfics de Control dels Mitjans de comunicació d'Alemanya en setembre de 2013.
Llista de pistes
| Disc 1 1. "Taurus II" (2013 remaster) – 24:45 2. "Family Man" (2013 remaster) – 3:45 3. "Orabidoo" (2013 remaster) – 13:03 4. "Mount Teidi" (2013 remaster) – 4:10 5. "Five Miles Out" (2013 remaster) – 4:22 6. "Waldberg (The Peak)" – 3:27 7. "Five Miles Out" (Demo) – 4:10 Disc 2 Live in Cologne, Germany – 6 December 1982 – Five Miles Out Tour 1. "Tubular Bells Part One" – 23:12 2. "Sheba" – 4:22 3. "Mirage" – 5:37 4. "Family Man" – 3:45 5. "Taurus II" – 25:32 6. "Mount Teidi" – 4:21 7. "Five Miles Out" – 7:23 8. "Guilty" – 5:38 | Disc 3 - DVD 5.1 surround sound mix 1. "Taurus II" – 24:45 2. "Family Man" – 3:45 3. "Orabidoo" – 13:03 4. "Mount Teidi" – 4:10 5. "Five Miles Out" – 4:22 Videos 1. "Five Miles Out" – 4:13 (Promotional video) 2. "Mistake" (Six Fifty Five special) 3. "Five Miles Out" (Six Fifty Five special) |

## Personal
- Mike Oldfield – Fairlight CMI,[13] guitarres, baix, teclats, veus, producció, enginyeria de so.
- Richard Barrie – assistent tècnic
- Graham Broad – tambors
- Tim Cross – teclats
- Rick Fenn – guitarres
- Martyn Ford – director d'instruments de corda
- Mike Frye – percussió
- Richard Mainwaring – enginyer
- Paddy Moloney – gaites Uilleann
- Tom Newman – enginyer
- Maggie Reilly – veus
- Carl Palmer – percussió
- Morris Pert – percussió, teclats, arranjament de cordes
- Fin Costello – fotògraf